# Vinson Smith
Pour les articles homonymes, voir Smith.
(en) Statistiques sur pro-football-reference
Vinson Smith (né le 3 juillet 1965 à Statesville en Caroline du Nord) est un joueur américain de football américain qui évoluait comme linebacker dans la National Football League (NFL).
Non sélectionné par une équipe lors de la draft de la NFL après avoir joué pour l'équipe universitaire des Pirates d'East Carolina, il a joué 11 saisons dans la NFL pour cinq équipes différentes. Il a porté les couleurs des Falcons d'Atlanta, des Steelers de Pittsburgh, des Cowboys de Dallas, des Bears de Chicago puis des Saints de la Nouvelle-Orléans. Il a remporté le Super Bowl XXVII avec les Cowboys.